# Heinrich I. von Kerkow
Heinrich von Kerkow OPraem († 1271/72) war von 1244/45 bis 1271/72 Bischof von Havelberg.

## Leben
Heinrich von Kerkow gehörte dem märkischen Adelsgeschlecht von Kerkow an. Er ist möglicherweise identisch mit dem 1232 erwähnten gleichnamigen Kanoniker des Kollegiatstifts St. Nikolaus in Stendal. 1252  erhielt Heinrich gemeinsam mit dem Schweriner Bischof Rudolf I. von päpstlichen Legaten Hugo de San Caro den Auftrag, die Stadt Lübeck zur Anerkennung König Wilhelms zu bringen, der die Reichsrechte zu Lübeck den Brandenburger Markgrafen überlassen hatte. Gegen das über sie verhängte Interdikt beschwerte sich Lübeck unter Verweis auf die Nähe Heinrichs zu den Markgrafen. Ebenfalls 1252 erfolgte eine Einigung mit dem Schweriner Bischof über Grenzziehung zwischen den Diözesen Havelberg und Schwerin. 1254 erhielt Heinrich den päpstlichen Auftrag, die Unruhen, die durch die Verlegung des Benediktinerklosters Cismar entstanden waren, beizulegen.
Heinrich bestätigte die Authentizität der Reliquie des Heiligen Blutes des Zisterzienserinnenklosters Kloster Marienfließ und das Hostienwunder von Beelitz. Beide Orte wurden zum Zentrum regionaler Wallfahrten. Gegen Ende seiner Amtszeit verlegt Heinrich die bischöfliche Residenz endgültig nach Wittstock, dem er 1248 das Stendaler Stadtrecht verliehen hatte.